# Teeny Rock
Teeny Rock är en kulle i Antarktis. Den ligger i Västantarktis. Argentina, Chile och Storbritannien gör anspråk på området. Toppen på Teeny Rock är 509 meter över havet, eller 99 meter över den omgivande terrängen. Bredden vid basen är 1,2 km.
Terrängen runt Teeny Rock är platt åt nordväst, men åt sydost är den kuperad. Trakten är obefolkad. Det finns inga samhällen i närheten.